# (14394) 1990 SP15
A (14394) 1990 SP15 egy kisbolygó a Naprendszerben. Henry E. Holt fedezte fel 1990. szeptember 18-án.

## Kapcsolódó szócikk
- Kisbolygók listája (14001–14500)